# Anneville-en-Saire
Anneville-en-Saire är en kommun i departementet Manche i regionen Normandie i norra Frankrike. Kommunen ligger i kantonen Quettehou som tillhör arrondissementet Cherbourg. År 2022 hade Anneville-en-Saire 376 invånare.

## Befolkningsutveckling
Antalet invånare i kommunen Anneville-en-Saire
| Referens: INSEE |